# Lieke Klaver
Lieke Klaver (ur. 20 sierpnia 1998 w Velsen) – holenderska lekkoatletka, sprinterka.
Reprezentowała Holandię na mistrzostwach świata w 2019, rywalizując w sztafecie 4 × 400 m kobiet. W 2021 roku w Toruniu zdobyła złoty medal na halowych mistrzostwach Europy w sztafecie 4 × 400 m kobiet. W tym samym roku zadebiutowała na igrzyskach olimpijskich, kończąc rywalizację w biegu na 400 metrów na etapie półfinału oraz zajmując 6. miejsce w sztafecie 4 × 400 metrów i 4. miejsce w sztafecie mieszanej 4 × 400 metrów.

## Rezultaty
| Rok  | Impreza                                 | Miejsce     | Konkurencja                 | Pozycja    | Wynik           |
| ---- | --------------------------------------- | ----------- | --------------------------- | ---------- | --------------- |
| 2014 | Mistrzostwa świata juniorów             | Eugene      | sztafeta 4 × 100 m          | eliminacje | 45,29           |
| 2015 | Mistrzostwa Europy juniorów             | Eskilstuna  | bieg na 200 m               | 6. miejsce | 23,69           |
| 2015 | Mistrzostwa Europy juniorów             | Eskilstuna  | sztafeta 4 × 100 m          | –          | DNF             |
| 2016 | Mistrzostwa świata juniorów             | Bydgoszcz   | sztafeta 4 × 100 m          | eliminacje | DNF             |
| 2017 | Mistrzostwa Europy juniorów             | Grosseto    | bieg na 200 m               | 6. miejsce | 24,06           |
| 2017 | Mistrzostwa Europy juniorów             | Grosseto    | sztafeta 4 × 100 m          | 8. miejsce | 45,61           |
| 2019 | IAAF World Relays                       | Jokohama    | sztafeta 4 × 400 m          | eliminacje | 3:30,07         |
| 2019 | I liga drużynowych mistrzostw Europy    | Sandnes     | sztafeta 4 × 400 m          | 3. miejsce | 3:33,97         |
| 2019 | Mistrzostwa świata                      | Doha        | sztafeta 4 × 400 m          | 7. miejsce | 3:27,89         |
| 2021 | Halowe mistrzostwa Europy               | Toruń       | bieg na 400 m               | 5. miejsce | 52,03           |
| 2021 | Halowe mistrzostwa Europy               | Toruń       | sztafeta 4 × 400 m          | 1. miejsce | 3:27,15         |
| 2021 | World Athletics Relays                  | Chorzów     | sztafeta 4 × 400 m          | 4. miejsce | 3:30,12         |
| 2021 | World Athletics Relays                  | Chorzów     | sztafeta mieszana 4 × 400 m | 8. miejsce | 3:21,02 (elim.) |
| 2021 | I liga drużynowych mistrzostw Europy    | Kluż-Napoka | bieg na 200 m               | 2. miejsce | 23,32           |
| 2021 | I liga drużynowych mistrzostw Europy    | Kluż-Napoka | sztafeta 4 × 100 m          | 1. miejsce | 43,38           |
| 2021 | Igrzyska olimpijskie                    | Tokio       | bieg na 400 m               | półfinał   | 51,37           |
| 2021 | Igrzyska olimpijskie                    | Tokio       | sztafeta 4 × 400 m          | 6. miejsce | 3:23,74         |
| 2021 | Igrzyska olimpijskie                    | Tokio       | sztafeta mieszana 4 × 400 m | 4. miejsce | 3:10,36         |
| 2022 | Halowe mistrzostwa świata               | Belgrad     | bieg na 400 m               | 6. miejsce | 52,67           |
| 2022 | Halowe mistrzostwa świata               | Belgrad     | sztafeta 4 × 400 m          | 2. miejsce | 3:28,57         |
| 2022 | Mistrzostwa świata                      | Eugene      | bieg na 400 m               | 4. miejsce | 50,33           |
| 2022 | Mistrzostwa świata                      | Eugene      | sztafeta 4 × 400 m          | eliminacje | DQ              |
| 2022 | Mistrzostwa świata                      | Eugene      | sztafeta mieszana 4 × 400 m | 2. miejsce | 3:09,90         |
| 2022 | Mistrzostwa Europy                      | Monachium   | bieg na 200 m               | 5. miejsce | 22,88           |
| 2022 | Mistrzostwa Europy                      | Monachium   | bieg na 400 m               | 6. miejsce | 50,56           |
| 2022 | Mistrzostwa Europy                      | Monachium   | sztafeta 4 × 400 m          | 1. miejsce | 3:20,87         |
| 2023 | Halowe mistrzostwa Europy               | Stambuł     | bieg na 400 m               | 2. miejsce | 50,57           |
| 2023 | Halowe mistrzostwa Europy               | Stambuł     | sztafeta 4 × 400 m          | 1. miejsce | 3:25,56         |
| 2023 | I dywizja drużynowych mistrzostw Europy | Chorzów     | bieg na 200 m               | 1. miejsce | 22,46           |
| 2023 | I dywizja drużynowych mistrzostw Europy | Chorzów     | sztafeta 4 × 100 m          | 1. miejsce | 42,61           |
| 2023 | Mistrzostwa świata                      | Budapeszt   | bieg na 400 m               | 6. miejsce | 50,33           |
| 2023 | Mistrzostwa świata                      | Budapeszt   | sztafeta 4 × 100 m          | –          | DNF             |
| 2023 | Mistrzostwa świata                      | Budapeszt   | sztafeta 4 × 400 m          | 1. miejsce | 3:20,72         |
| 2023 | Mistrzostwa świata                      | Budapeszt   | sztafeta mieszana 4 × 400 m | –          | DNF             |
| 2024 | Halowe mistrzostwa świata               | Glasgow     | bieg na 400 m               | 2. miejsce | 50,16           |
| 2024 | Halowe mistrzostwa świata               | Glasgow     | sztafeta 4 × 400 m          | 1. miejsce | 3:25,07         |
| 2024 | World Athletics Relays                  | Nassau      | sztafeta mieszana 4 × 400 m | 2. miejsce | 3:11,45         |
| 2024 | Mistrzostwa Europy                      | Rzym        | bieg na 400 m               | 3. miejsce | 50,08           |
| 2024 | Mistrzostwa Europy                      | Rzym        | sztafeta 4 × 400 m          | 1. miejsce | 3:22,39         |
| 2024 | Mistrzostwa Europy                      | Rzym        | sztafeta mieszana 4 × 400 m | 3. miejsce | 3:10,73         |
| 2024 | Igrzyska olimpijskie                    | Paryż       | bieg na 400 m               | półfinał   | 50,44           |
| 2024 | Igrzyska olimpijskie                    | Paryż       | sztafeta 4 × 400 m          | 2. miejsce | 3:19,50         |
| 2024 | Igrzyska olimpijskie                    | Paryż       | sztafeta mieszana 4 × 400 m | 1. miejsce | 3:07,43         |
| 2025 | Halowe mistrzostwa Europy               | Apeldoorn   | bieg na 400 m               | 1. miejsce | 50,38           |
| 2025 | Halowe mistrzostwa Europy               | Apeldoorn   | sztafeta 4 × 400 m          | 1. miejsce | 3:24,34         |
| 2025 | I dywizja drużynowych mistrzostw Europy | Madryt      | bieg na 200 m               | 4. miejsce | 22,59           |
| 2025 | I dywizja drużynowych mistrzostw Europy | Madryt      | sztafeta 4 × 100 m          | 1. miejsce | 42,02           |

## Rekordy życiowe
- bieg na 60 metrów – 7,41 (1 lutego 2020, Apeldoorn)
- bieg na 100 metrów – 11,33 (28 lipca 2023, Breda; 28 kwietnia 2024, Willemstad)
- bieg na 200 metrów (stadion) – 22,46 (25 czerwca 2023, Chorzów)
- bieg na 200 metrów (hala) – 22,81 (3 lutego 2024, Metz), były rekord Holandii
- bieg na 400 metrów (stadion) – 49,58 (20 lipca 2024, Londyn)
- bieg na 400 metrów (hala) – 50,10 (18 lutego 2024, Apeldoorn)

3 sierpnia 2024 w Paryżu Klaver biegła na drugiej zmianie holenderskiej sztafety mieszanej 4 × 400 metrów, która wynikiem 3:07,43 ustanowiła aktualny rekord Europy w tej konkurencji.
10 sierpnia 2024 w Paryżu Klaver biegła na pierwszej zmianie holenderskiej sztafety 4 × 400 metrów, która wynikiem 3:19,50 ustanowiła aktualny rekord kraju w tej konkurencji.
9 marca 2025 w Apeldoorn Klaver biegła na pierwszej zmianie holenderskiej sztafety 4 × 400 metrów, która wynikiem 3:24,34 ustanowiła aktualny halowy rekord kraju w tej konkurencji.
28 czerwca 2025 w Madrycie Klaver biegła na drugiej zmianie holenderskiej sztafety 4 × 100 metrów, która wynikiem 42,02 ustanowiła aktualny rekord kraju w tej konkurencji.